# Горње Водичево
Горње Водичево је насељено место у општини Нови Град, Република Српска, БиХ. Према попису становништва из 2013. у насељу је живело 278 становника.

## Географија
Почетком двадесетог века аустроугарске власти су наручиле геолошку студију Горњег Водичева и околине. Наручена студија показује да ово село лежи на великим наслагама угља.

## Историја
Котар Водице и село Водичево се први пут спомињу 1197, а затим 1200. године. Овај котар је припадао средњовековним кнежевима рода Бабоњић.
Гроф Стефан Бабоњић Горички, који је добио село Водичево због успешне одбране граница Беле крајине од Турака, уступио је ово село реду католичких Темплара 1210. године.
За време турске власти Горње Водичево се спомиње 1604 године као село у костајничкој нахији. Споменик на турску власт су данас рушевине турске куле која је била 4 м дугачка, 2 м широка (унутрашње димензије) и 7 м висока а била је саграђена од камена. Зидови ове куле су били 65-70 центиметара дебели а око куле је био и водени ров ископан као заштита.
У току Другог светског рата, Горње Водичево је било партизанско упориште. У селу су усташе и Немци убили 21 дете током Другог светског рата.

## Становништво
| Националност       | 1991. | 1981. | 1971. | 1961. |
| Срби               | 354   | 414   | 641   | 704   |
| Југословени        | 6     | 82    |       |       |
| Хрвати             |       | 1     | 1     | 1     |
| остали и непознато | 8     |       | 4     |       |
| Укупно             | 368   | 499   | 646   | 705   |

| Демографија | Демографија | Демографија |
| Година      | Становника  | Становника  |
| ----------- | ----------- | ----------- |
| 1948.       | 750         |             |
| 1953.       | 725         |             |
| 1961.       | 705         |             |
| 1971.       | 646         |             |
| 1981.       | 499         |             |
| 1991.       | 368         |             |
| 2013.       | 278         |             |

## Знамените личности
- Драган Колунџија (Драгомир Драган Колунџија), српски песник
- Михаило Ђурић, народни херој Југославије